# Alto Volta en los Juegos Olímpicos de Múnich 1972
Alto Volta (actualmente Burkina Faso) estuvo representado en los Juegos Olímpicos de Múnich 1972 por un deportista masculino que compitió en atletismo.
El equipo olímpico no obtuvo ninguna medalla en estos Juegos.